# Vårgetingfluga
Vårgetingfluga (Chrysotoxum vernale) är en tvåvingeart som beskrevs av Friedrich Hermann Loew 1841. Vårgetingfluga ingår i släktet getingblomflugor, och familjen blomflugor. Arten är reproducerande i Sverige. Inga underarter finns listade i Catalogue of Life.